# Mormont (Houffalize)
Pour les articles homonymes, voir Mormont.
Mormont est un village de la ville belge d'Houffalize situé en Région wallonne dans la province de Luxembourg.
Avant la fusion des communes de 1977, Mormont faisait partie de la commune de Wibrin.

## Situation

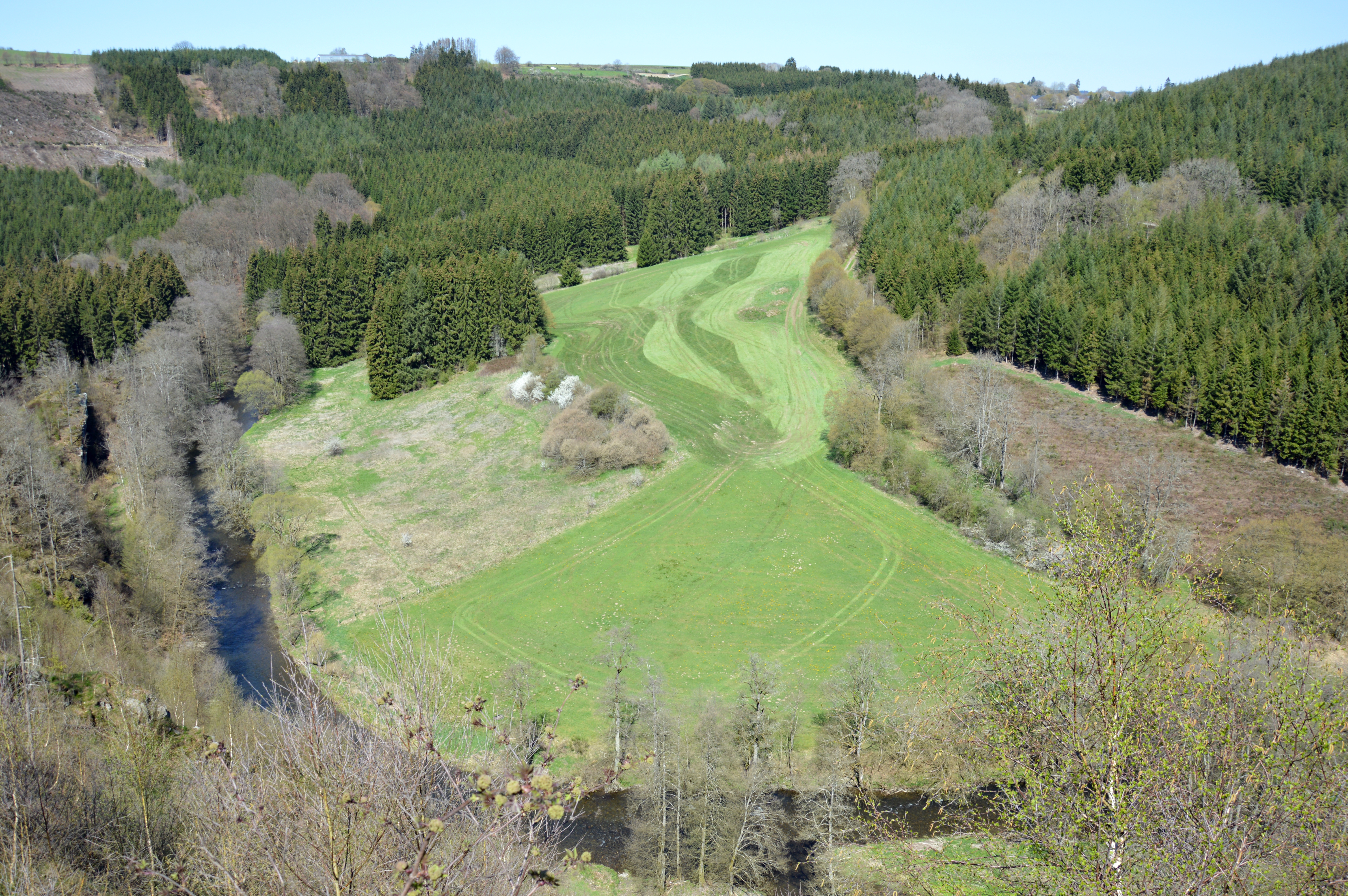
La vallée de l'Ourthe orientale près de Mormont.

Mormont est une petite localité ardennaise bordée au nord et à l'est par la vallée encaissée et boisée de la Belle-Meuse et au sud par le ruisseau de Martin-Moulin et l'Ourthe orientale. Le village composé initialement de Petite-Mormont au nord et de Grande-Mormont au sud est traversé par la route nationale 860 qui va de La Roche-en-Ardenne à Houffalize dont le centre se trouve à environ 9 km à l'est.

## Activités
Le village compte des gîtes ruraux.